# Xã Valley, Quận Macon, Missouri
Xã Valley (tiếng Anh: Valley Township) là một xã thuộc quận Macon, tiểu bang Missouri, Hoa Kỳ. Năm 2010, dân số của xã này là 139 người.